# فیبا آفریقا
فیبا آفریقا (به انگلیسی: FIBA Africa) شامل ۵۳ فدراسیون ملی بسکتبال در قاره آفریقا است؛ که در سال ۱۹۶۱ تأسیس شد است. دفتر مرکزی این سازمان در ابیجان و قاهره قرار دارد.

## تیم‌های ملی فیبا آفریقا
| منطقه ۱ - الجزایر - لیبی - مراکش - تونس منطقه ۲ - کیپ ورد - گامبیا - گینه بیسائو - گینه - مالی - موریتانی - سنگال - سیرالئون | منطقه ۳ - بنین - بورکینافاسو - ساحل عاج - غنا - لیبریا - نیجر - نیجریه - توگو | منطقه ۴ - کامرون - آفریقای مرکزی - چاد - کنگو - کنگو - گینه استوایی - گابن - سائوتومه و پرنسیپ | منطقه ۵ - بوروندی - مصر - اریتره - اتیوپی - کنیا - رواندا - سومالی - سودان - سودان جنوبی - تانزانیا - اوگاندا | منطقه ۶ - آنگولا - بوتسوانا - لسوتو - مالاوی - موزامبیک - نامیبیا - آفریقای جنوبی - اسواتینی - زامبیا - زیمبابوه منطقه ۷ - کومور - جیبوتی - ماداگاسکار - موریس - سیشل |